# Suga
Мин Юнги (кор. 민윤기?, 閔玧其?; род. 9 марта 1993, Тэгу), более известный как Сюга (кор. 슈가 [ɕʰuɡa̠]; англ. Suga) или Agust D, — южнокорейский рэпер, автор песен и звукозаписывающий продюсер. Наиболее известен как участник бой-бэнда BTS. Согласно данным Корейской ассоциации звукозаписывающих компаний (KOMCA), на его имя было зарегистрировано 169 композиций.
Дебютировал как сольный артист с выпуском микстейпа Agust D под одноимённым сценическим псевдонимом 15 августа 2016 года. В 2023 году был выпущен его дебютный сольный альбом D-Day, который достиг 2-го места в Billboard 200, связав его с одногруппником Чимином как самых успешных южнокорейских сольных исполнителей за всю историю. Полноправный член Корейской ассоциации звукозаписывающих компаний.

## Биография
Мин Юнги родился 9 марта 1993 года в Тэгу, Республика Корея. Он был младшим ребёнком в семье, посещал начальную школу в Тэджоне, среднюю школу Кваным и старшую школу Апгуджеонг. В 13 лет начал писать песни и изучать MIDI. Работал неполный рабочий день в студии звукозаписи, когда ему было 17. С того момента времени Юнги начал создавать музыку и делать аранжировку к ней, заниматься рэпом и тренировочными выступлениями. До того, как попал в Big Hit Entertainment, был известен как андерграундный рэпер Gloss. Как часть хип-хоп команды D-Town, в 2010 году он выпустил трек «518-062» в память о восстании в Кванджу.
В марте 2019 года, окончив Глобальный кибер-университет по специальности «Телерадиовещание и развлечения», Юнги поступил в Ханьянский кибер-университет на программу магистра делового администрирования в области рекламы и СМИ.

## Карьера

### 2013—2015: Дебют в BTS и начинания в карьере

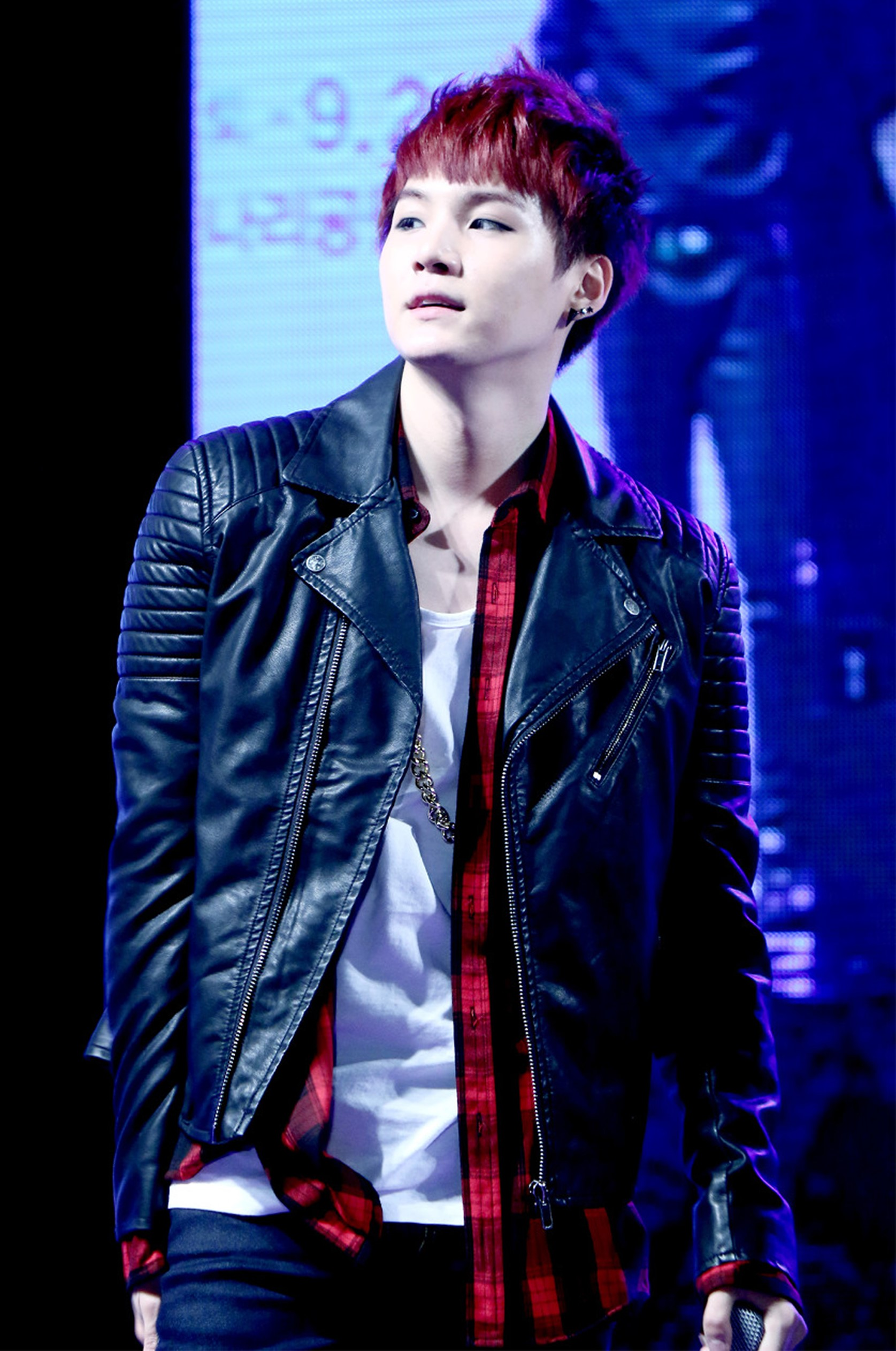
Сюга на Yangzhou Cotton Festival, сентябрь 2014 года

Официальный дебют BTS состоялся 13 июня 2013 года с сингловым альбомом 2 Cool 4 Skool. Юнги стажировался на протяжении трёх лет вместе с RM и Джей-Хоупом, втроём они и сформировали изначальный состав будущей группы ещё задолго до её появления на сцене. Мин решил взять псевдоним Сюга — «атакующий защитник» (англ. shooting guard, кор. 슈팅 가드), он занимал эту позицию при игре в баскетбол, будучи учеником школы. С того момента он участвовал в написании почти всех песен со всех альбомов группы.
В октябре 2018 года вместе с остальными участниками группы получил Орден «За заслуги в культуре» пятого класса от Президента Республики Корея.

### 2016—настоящее время: Сольная деятельность иAgust D

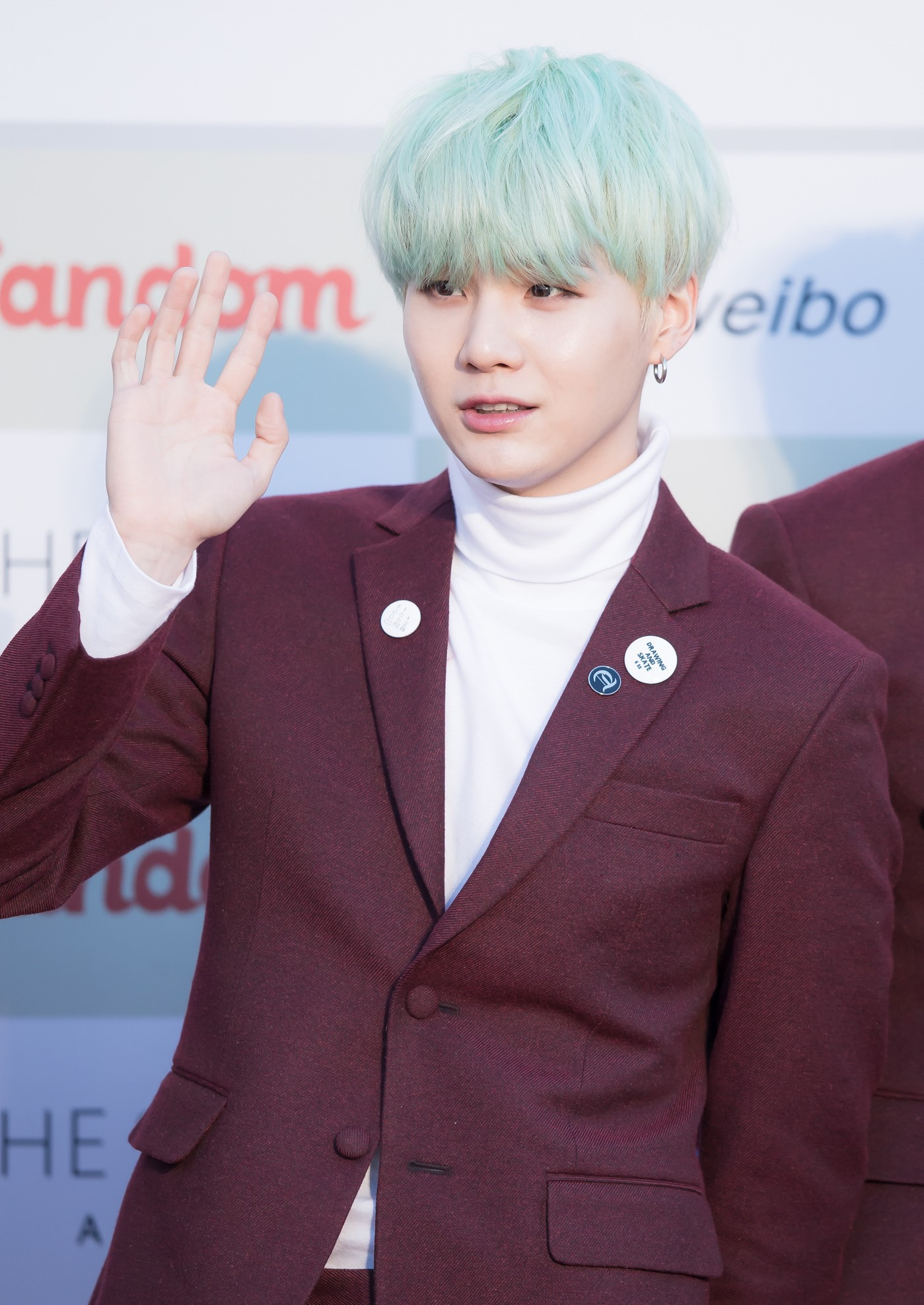
Сюга в Circle Chart Music Awards, февраль 2016 года

В 2016 году Сюга решил взять себе ещё один сценический псевдоним — Agust D («Daegu Town»). 15 августа на SoundCloud он выложил в свободный доступ одноимённый микстейп, что ознаменовало его дебют в качестве сольного артиста. Сюга выступил против выпуска своего материала как полноценного коммерческого альбома, объяснив это тем, что «это ощущается так, словно тебя заталкивают в какие-то рамки». В микстейпе он поднял проблемы своего прошлого, такие как борьбу с депрессией и социофобию. Fuse TV поместил Agust D в двадцатку лучших микстейпов 2016 года. В феврале 2018 года Agust D был перевыпущен на стриминговых сервисах. Это позволило занять микстейпу третье место в Billboard World Albums Chart, пятое место в Top Heatseekers и семьдесят четвёртое в Billboard 200. На неделе 3 марта Agust D занял 46 место в Emerging Artists.
В 2017 году Сюга стал композитором сингла «Wine» Суран, ранее работавшей с ним на дебютным микстейпом. Песня дебютировала на втором месте в Gaon Digital Chart и одержала победу в номинации «Лучшая соул/R&B композиция» на MelOn Music Awards. Сюга также получил награду «Горячий тренд» за работу над «Wine».
В январе 2019 года Сюга исполнил рэп в сингле Ли Сора «Song Request». Трек был написан в соавторстве с Сюгой и Табло из Epik High, которые также продюсировали трек. Сингл достиг 3-го места в цифровом чарте Gaon и 2-го места в чарте Billboard's World Digital Song Sales, с 3000 скачиваний за первые два дня доступности песни. Позже Сюга спродюсировал трек «Eternal Sunshine» для мини-альбома хип-хоп группы Epik High «Sleepless in», который был выпущен в феврале. Он был соавтором и продюсером цифрового сингла «We Don't Talk Together» для певицы Хейзе, который она выпустила 7 июля. В декабре американская певица Холзи выпустила песню «Suga's Interlude» с ее третьего студийного альбома Manic, в котором участвовал и продюсировал Сюга.
6 мая 2020 года IU выпустила цифровой сингл «Eight», спродюсированный Сюгой. Песня достигла 1-го места в чартах Circle Chart и World Digital Song Sales. Сюга выпустил свой второй микстейп D-2 вместе с видеоклипом на сингл «Daechwita» 22 мая; Композиция достигла 76-й строчки в Billboard Hot 100. Микстейп дебютировал под номером 11 в Billboard 200 и стал на тот момент самым популярным альбомом корейского солиста в США. Также стал первым корейским сольным релизом, вошедшим в десятку лучших в Великобритании, заняв седьмое место в UK Albums Chart.
В 2021 году Сюга записал фирменный рингтон «Over The Horizon» для мобильных устройств Samsung Electronics. Трек был представлен 11 августа в рамках мероприятия Samsung Unpacked 2021. В декабре Сюга принял участие в записи сингла «Girl of My Dreams» с посмертного альбома Fighting Demons американского рэпера Juice WRLD. Сингл дебютировал под 29-м номером в Billboard Hot 100, что принесло Сюге вторую запись в чарте в качестве сольного исполнителя. Позже он стал соавтором, продюсером и участником совместной песни «That That» с Psy, которая была выпущена 29 апреля 2022 года в качестве ведущего сингла с восьмого студийного альбома певца Psy 9th.
В январе 2023 года Сюга стал глобальным представителем итальянского бренда Valentino. Его дебютный сольный альбом D-Day был выпущен 21 апреля, состоящий из синглов «People Pt. 2», «Haegeum» и других композиций. Альбом дебютировал на втором месте в Billboard 200, связав его с одногруппником Пак Чимином как самых успешных южнокорейских сольных исполнителей за всю историю чарта. 6 октября 2023 года песня Сюги «The Last» превысила 100 миллионов прослушиваний на сервисе Spotify, что сделало его пятым ведущим корейским артистом с наибольшим количеством песен, превышающих 100 миллионов прослушиваний.

## Личная жизнь

### Военная служба
В декабре 2020 года после внесения изменений в Закон о военной службе всем участникам бой-бэнда BTS была предоставлена автоматическая отсрочка их обязательной военной службы в 2021 году до конца 2022 года. 7 августа 2023 года, после завершения своего мирового турне, лейбл Big Hit Music опубликовал объявление через сервис Weverse, что Сюга подал заявление об отмене отсрочки, чтобы начать исполнения воинской обязанности и пройти военную службу. Призывник начал свою военную службу 22 сентября в качестве социального работника.

### Обвинения в вождении в нетрезвом виде
Ночью 6 августа 2024 года Сюга передвигался на электросамокате в сеульском районе Ханнам-дон, когда он упал и был опознан полицейским, обнаружившим алкоголь. После того, как его проверили на алкогольное опьянение в полицейском участке, и поскольку уровень его алкоголя в крови был не менее 0,08%, Сюга был оштрафован, а его права были лишены. Певец и его лейбл Big Hit Music опубликовали заявления о ситуации, в которых сообщили, что выпивал за едой, и Сюга извинился. Фанаты поддержали Сюгу, приняв его извинения.
8 августа 2024 года полиция объявила, что расследует дело Сюги по обвинению в нарушении Закона о дорожном движении Республики Корея. Военное управление трудовых ресурсов Республики Корея заявило, что не будет рассматривать этот вопрос отдельно, поскольку инцидент был личным делом, произошедшим вне рабочего времени. Утром 16 августа напротив штаб-квартиры Hybe появились протестные грузовики, финансируемые некоторыми фанатами BTS. На грузовиках показаны требования об уходе Сюги из бой-бэнда.
24 августа Сюга явился в полицейский участок для допроса по поводу инцидента с вождением в нетрезвом состоянии. Перед станцией певец сделал краткое заявление для СМИ, что вызвало реакцию пользователей сети.  15 августа аккаунт «Samsung Deutschland» удалил недавно опубликованные посты с изображением Сюги с телефоном Galaxy S24 Ultra в соцсети X.

## Дискография

### Песни, попавшие в чарты
| Название | Год                | Высшие позиции в чарте | Высшие позиции в чарте | Высшие позиции в чарте | Высшие позиции в чарте | Высшие позиции в чарте | Высшие позиции в чарте | Высшие позиции в чарте | Продажи               | Альбомы            |
| Название | Год                | KOR                    | RUS                    | US                     | US World               | UK                     | CAN                    | WW                     | Продажи               | Альбомы            |
| Как сольный артист | Как сольный артист | Как сольный артист     | Как сольный артист     | Как сольный артист     | Как сольный артист     | Как сольный артист     | Как сольный артист     | Как сольный артист     | Как сольный артист    | Как сольный артист |
| --- | ------------------ | ---------------------- | ---------------------- | ---------------------- | ---------------------- | ---------------------- | ---------------------- | ---------------------- | --------------------- | ------------------ |
| «Agust D» | 2016               | —                      | *                      | —                      | 6                      | —                      | —                      | —                      | н/д                   | Agust D            |
| «Give It to Me» | 2016               | —                      | *                      | —                      | 4                      | —                      | —                      | —                      | н/д                   | Agust D            |
| «Daechwita» | 2020               | —                      | 32                     | 76                     | 1                      | 68                     | 100                    | —                      | US: 17,000            | D-2                |
| «People Pt. 2» (с участием IU) | 2023               | 14                     | —                      | —                      | 1                      | —                      | —                      | 24                     | US: 18,000            | D-Day              |
| «Haegeum» | 2023               | 69                     | 59                     | 58                     | 1                      | 77                     | 74                     | 15                     | US: 32,000            | D-Day              |
| Как приглашённый артист |                    |                        |                        |                        |                        |                        |                        |                        |                       |                    |
| «Eight» (от IU) | 2020               | 1                      | —                      | —                      | 1                      | —                      | —                      | —                      | US: 7,000             | Сингл вне альбома  |
| «That That» (от Psy) | 2022               | 1                      | 49                     | 80                     | 1                      | 61                     | 41                     | 5                      | US: 10,800 WW: 18,800 | Psy 9th            |
| «—» означает, что песня не попала в чарт или не была выпущена в данном регионе. «*» обозначает, что чарта не существовало на момент выпуска. |                    |                        |                        |                        |                        |                        |                        |                        |                       |                    |

### Микстейпы
| Название | Информация об альбоме                                                                                     | Продажи |
| -------- | --- | ------- |
| Agust D  | - Дата выпуска: 15 августа 2016 года - Лейбл: Big Hit Entertainment - Формат: Цифровая загрузка, стриминг | н/д     |
| D-2      | - Дата выпуска: 22 мая 2020 года - Лейбл: Big Hit Entertainment - Формат: Цифровая загрузка, стриминг     | н/д     |

### Сольные альбомы
| Название | Информация об альбоме                                                                            | Продажи |
| -------- | ------------------------------------------------------------------------------------------------ | ------- |
| D-Day    | - Дата выпуска: 21 апреля 2023 года - Лейбл: Big Hit Music - Формат: Цифровая загрузка, стриминг | н/д     |

## Авторство в написании композиций

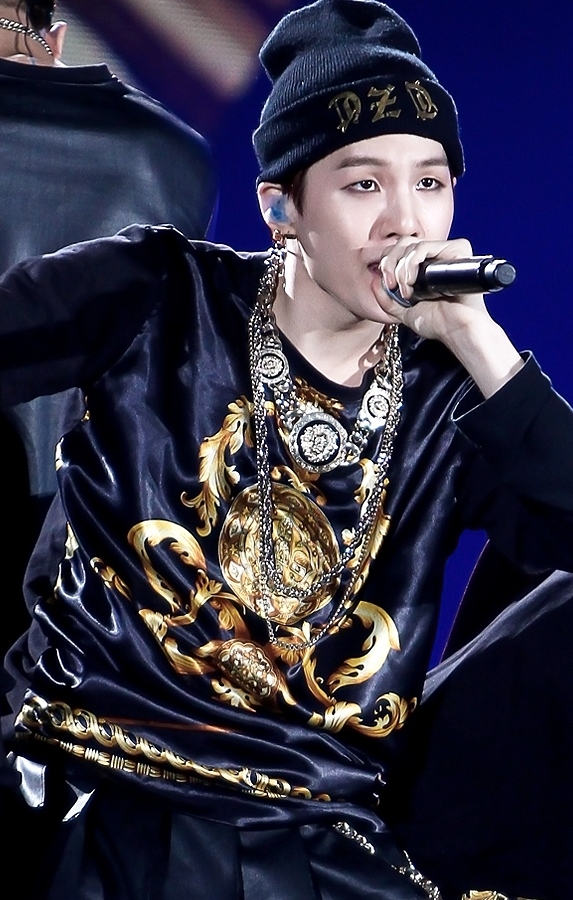
Сюга — автор (или один из авторов) большинства песен в дискографии BTS. На его имя зарегистрировано более 60 композиций, включая сольные треки

### 2013—2015
| Год  | Альбом                                    | Артист | Песня                                      |
| ---- | ----------------------------------------- | ------ | ------------------------------------------ |
| 2013 | 2 Cool 4 Skool                            | BTS    |                                            |
| 2013 | 2 Cool 4 Skool                            | BTS    | «We Are Bulletproof Pt. 2»                 |
| 2013 | 2 Cool 4 Skool                            | BTS    | «No More Dream»                            |
| 2013 | 2 Cool 4 Skool                            | BTS    | «I Like It»                                |
| 2013 | O!RUL8,2?                                 | BTS    |                                            |
| 2013 | «N.O.»                                    | BTS    |                                            |
| 2013 | «We On»                                   | BTS    |                                            |
| 2013 | «If I Ruled the World»                    | BTS    |                                            |
| 2013 | «Coffee»                                  | BTS    |                                            |
| 2013 | «BTS Cypher Pt. 1»                        | BTS    |                                            |
| 2013 | «Attack on Bangtan»                       | BTS    |                                            |
| 2013 | «Satoori Rap»                             | BTS    |                                            |
| 2014 | Skool Luv Affair                          | BTS    |                                            |
| 2014 | Skool Luv Affair                          | BTS    | «Intro: Skool Luv Affair»                  |
| 2014 | Skool Luv Affair                          | BTS    | «Boy in Luv»                               |
| 2014 | Skool Luv Affair                          | BTS    | «Where Did You Come From?»                 |
| 2014 | Skool Luv Affair                          | BTS    | «Just One Day»                             |
| 2014 | Skool Luv Affair                          | BTS    | «Tomorrow»                                 |
| 2014 | Skool Luv Affair                          | BTS    | «BTS Cypher Pt. 2: Triptych»               |
| 2014 | Skool Luv Affair                          | BTS    | «Jump»                                     |
| 2014 | Skool Luv Affair                          | BTS    | «Miss Right»                               |
| 2014 | Skool Luv Affair                          | BTS    | «I Like It (Slow Jam Remix)»               |
| 2014 | Skool Luv Affair                          | BTS    | «Spine Breaker»                            |
| 2014 | Dark & Wild                               | BTS    |                                            |
| 2014 | «What Am I To You?»                       | BTS    |                                            |
| 2014 | «Danger»                                  | BTS    |                                            |
| 2014 | «War of Hormone»                          | BTS    |                                            |
| 2014 | «Hip Hop Lover»                           | BTS    |                                            |
| 2014 | «Let Me Know»                             | BTS    |                                            |
| 2014 | «Rain»                                    | BTS    |                                            |
| 2014 | «BTS Cypher Pt.3: Killer ft. Supreme Boi» | BTS    |                                            |
| 2014 | «What Are You Doing?»                     | BTS    |                                            |
| 2014 | «Would You Turn off Your Cellphone?»      | BTS    |                                            |
| 2014 | «Blanket Kick»                            | BTS    |                                            |
| 2014 | «24/7=Heaven»                             | BTS    |                                            |
| 2014 | «Look Here»                               | BTS    |                                            |
| 2014 | «2nd Grade»                               | BTS    |                                            |
| 2014 | Wake Up                                   | BTS    |                                            |
| 2014 | «The Stars»                               | BTS    |                                            |
| 2014 | «I Like It Pt. 2»                         | BTS    |                                            |
| 2014 | «Wake Up»                                 | BTS    |                                            |
| 2015 | The Most Beautiful Moment in Life, Part 1 | BTS    |                                            |
| 2015 | The Most Beautiful Moment in Life, Part 1 | BTS    | «Intro: The Most Beautiful Moment in Life» |
| 2015 | The Most Beautiful Moment in Life, Part 1 | BTS    | «I Need U»                                 |
| 2015 | The Most Beautiful Moment in Life, Part 1 | BTS    | «Hold Me Tight»                            |
| 2015 | The Most Beautiful Moment in Life, Part 1 | BTS    | «Dope»                                     |
| 2015 | The Most Beautiful Moment in Life, Part 1 | BTS    | «Boyz with Fun»                            |
| 2015 | The Most Beautiful Moment in Life, Part 1 | BTS    | «Converse High»                            |
| 2015 | The Most Beautiful Moment in Life, Part 1 | BTS    | «Moving On»                                |
| 2015 | The Most Beautiful Moment in Life, Part 2 | BTS    |                                            |
| 2015 | «Intro: Never Mind»                       | BTS    |                                            |
| 2015 | «Run»                                     | BTS    |                                            |
| 2015 | «Butterfly»                               | BTS    |                                            |
| 2015 | «Whalien 52»                              | BTS    |                                            |
| 2015 | «My City»                                 | BTS    |                                            |
| 2015 | «Dead Leaves»                             | BTS    |                                            |

### 2016
| Год  | Альбом                                           | Артист  | Песня                        |
| ---- | ------------------------------------------------ | ------- | ---------------------------- |
| 2016 | The Most Beautiful Moment in Life: Young Forever | BTS     |                              |
| 2016 | The Most Beautiful Moment in Life: Young Forever | BTS     | «Butterfly (Prologue Remix)» |
| 2016 | The Most Beautiful Moment in Life: Young Forever | BTS     | «Run (Ballad Mix)»           |
| 2016 | The Most Beautiful Moment in Life: Young Forever | BTS     | «Run (Alternative Mix)»      |
| 2016 | The Most Beautiful Moment in Life: Young Forever | BTS     | «Epilogue: Young Forever»    |
| 2016 | The Most Beautiful Moment in Life: Young Forever | BTS     | «Fire»                       |
| 2016 | The Most Beautiful Moment in Life: Young Forever | BTS     | «Save Me»                    |
| 2016 | Youth                                            | BTS     |                              |
| 2016 | «Introduction: Youth»                            | BTS     |                              |
| 2016 | «Good Day»                                       | BTS     |                              |
| 2016 | «Wishing on A Star»                              | BTS     |                              |
| 2016 | «For You»                                        | BTS     |                              |
| 2016 | Agust D                                          | Agust D |                              |
| 2016 | Agust D                                          | Agust D | «Intro: Dt sugA ft. DJ Friz» |
| 2016 | Agust D                                          | Agust D | «Agust D»                    |
| 2016 | Agust D                                          | Agust D | «Give It To Me»              |
| 2016 | Agust D                                          | Agust D | «Skit»                       |
| 2016 | Agust D                                          | Agust D | «724148»                     |
| 2016 | Agust D                                          | Agust D | «140503 at dawn»             |
| 2016 | Agust D                                          | Agust D | «The Last»                   |
| 2016 | Agust D                                          | Agust D | «Tony Montana»               |
| 2016 | Agust D                                          | Agust D | «Interlude; Dream, Reality»  |
| 2016 | Agust D                                          | Agust D | «So Far Away ft. Suran»      |
| 2016 | Wings                                            | BTS     |                              |
| 2016 | Wings                                            | BTS     | «Blood Sweat & Tears»        |
| 2016 | Wings                                            | BTS     | «First Love»                 |
| 2016 | Wings                                            | BTS     | «BTS Cypher Pt. 4»           |
| 2016 | Wings                                            | BTS     | «Two! Three!»                |
| 2016 | Wings                                            | BTS     | «Interlude: Wings»           |

### 2017—2018
| Год  | Альбом                      | Артист | Песня                                         |
| ---- | --------------------------- | ------ | --------------------------------------------- |
| 2017 | Wings: You Never Walk Alone | BTS    |                                               |
| 2017 | Wings: You Never Walk Alone | BTS    | «Spring Day»                                  |
| 2017 | Wings: You Never Walk Alone | BTS    | «Outro: Wings»                                |
| 2017 | Wings: You Never Walk Alone | BTS    | «A Supplementary Story: You Never Walk Alone» |
| 2017 | Walkin’                     | Суран  | «Wine»                                        |
| 2017 | LOVE YOURSELF 承 'Her'      | BTS    |                                               |
| 2017 | LOVE YOURSELF 承 'Her'      | BTS    | «DNA»                                         |
| 2017 | LOVE YOURSELF 承 'Her'      | BTS    | «Best of Me»                                  |
| 2017 | LOVE YOURSELF 承 'Her'      | BTS    | «Pied Piper»                                  |
| 2017 | LOVE YOURSELF 承 'Her'      | BTS    | «Outro: Her»                                  |
| 2017 | LOVE YOURSELF 承 'Her'      | BTS    | «Sea»                                         |
| 2018 | Face Yourself               | BTS    |                                               |
| 2018 | Face Yourself               | BTS    | «Intro: Ringwanderung»                        |
| 2018 | Face Yourself               | BTS    | «Best of Me (Japanese ver.)»                  |
| 2018 | Face Yourself               | BTS    | «Blood Sweat & Tears (Japanese ver.)»         |
| 2018 | Face Yourself               | BTS    | «DNA (Japanese ver.)»                         |
| 2018 | Face Yourself               | BTS    | «Spring Day (Japanese ver.)»                  |

## Награды и номинации
| Год  | Награда            | Категория     | Победитель            | Результат | Ссылка |
| ---- | ------------------ | ------------- | --------------------- | --------- | ------ |
| 2017 | Melon Music Awards | Горячий тренд | Суран и Сюга («Wine») | Победа    | [ 70 ] |

### Комментарии
1. ↑  Распространён вариант написания Шуга, но он не соответствует системе Концевича.